# Kajrat Utabajew
Kajrat Kamiłowicz Utabajew (oryg. Кайрат Камилович Утабаев; ur. 16 lipca 1980) – kazachski piłkarz, grający w klubie Szachtior Karaganda, do którego trafił na początku 2011 roku. Występuje na pozycji obrońcy. W reprezentacji Kazachstanu zadebiutował w 2005 roku. Dotychczas rozegrał w niej 10 meczów (stan na 8.12.2011r.).